# Arkonia Szczecin
Arkonia Szczecin is een Poolse voetbalclub uit de stad Szczecin.

## Geschiedenis
De club werd opgericht in juni 1945. De eerste wedstrijd werd op 6 juni 1945 gespeeld in Koszalin tegen een team van Sovjet-soldaten die met 5-3 wonnen. In februari 1946 verhuisde het team van Koszalin naar Szczecin en nam de naam MSC Szczecin aan. De club speelde daarna tot 1952 als Gwardia en tot 1957 als Chrobry Szczecin. Na een fusie met Stoczniowiec werd de naam Arkonia aangenomen. De club speelde in de hoogste klasse in 1951 en van 1962 tot 1964. In totaal speelde de club 17 seizoenen in de tweede klasse, een laatste keer in 1983. Tegenwoordig speelde de club enkel maar op regionaal niveau. 
De club was aanvankelijk actief in meerdere sporten maar door financiële problemen werden in 1971 vele afdelingen aan andere verenigingen afgestaan en werden vanaf toen enkel nog voetbal en waterpolo gespeeld. 